# Egira indurata
Egira indurata är en fjärilsart som beskrevs av Smith 1894. Egira indurata ingår i släktet Egira och familjen nattflyn. Inga underarter finns listade i Catalogue of Life.